# Фторид хрома(IV)
Фторид хрома(IV) — неорганическое соединение, соль металла хрома и плавиковой кислоты с формулой СrF4, коричневое аморфное вещество, реагирует с водой, разъедает стекло.

## Получение
- Реакция хрома и фтора:

{\displaystyle {\mathsf {Cr+2F_{2}\ {\xrightarrow {350-500^{o}C}}\ CrF_{4}}}}
- Действие фтора на хлорид хрома(III):

{\displaystyle {\mathsf {2CrCl_{3}+4F_{2}\ {\xrightarrow {350-500^{o}C}}\ 2CrF_{4}+3Cl_{2}}}}

## Физические свойства
Фторид хрома(IV) образует коричневое аморфное вещество.

## Химические свойства
- Реагирует с водой (с горячей — быстрее):

{\displaystyle {\mathsf {3CrF_{4}+10H_{2}O\ {\xrightarrow {90^{o}C}}\ 2Cr(OH)_{3}\downarrow +H_{2}CrO_{4}+12HF\uparrow }}}
- Окисляет концентрированную горячую соляную кислоту:

{\displaystyle {\mathsf {2CrF_{4}+8HCl\ {\xrightarrow {90^{o}C}}\ 2CrCl_{3}+Cl_{2}\uparrow +8HF\uparrow }}}
- Реагирует с концентрированными щелочами:

{\displaystyle {\mathsf {3CrF_{4}+20NaOH\ {\xrightarrow {}}\ 2Na_{3}[Cr(OH)_{6}]+Na_{2}CrO_{4}+12NaF+4H_{2}O}}}
- Медленно реагирует с оксидом кремния (разъедает стекло):

{\displaystyle {\mathsf {CrF_{4}+SiO_{2}\ {\xrightarrow {\tau ,350-400^{o}C}}\ CrO_{2}+SiF_{4}}}}
- С фторидами щелочных металлов образует комплексы:

{\displaystyle {\mathsf {CrF_{4}+2KF\ {\xrightarrow {}}\ K_{2}[CrF_{6}]}}}